# 국제보조어
국제보조어(國際補助語, 영어: international auxiliary language) 또는 보조어는 모어가 통하지 않는 사람 사이의 의사소통을 해결하고자 만들어진 언어로 주로 외국어이며 때로는 인공어이기도 하다. 링구아 프랑카와 비교되기도 한다. 에스페란토나 인테르링구아, 이도, 신베이링구아와 같은 국제 의사소통을 쉽게 하고자 제안된 계획 혹은 개발된 언어를 가리키는 데 쓰인다.
라틴어나 고대 그리스어, 산스크리트어 등은 지중해의 링구아 프랑카로 쓰였다. 이러한 링구아 프랑카는 전통적으로 정치, 경제, 문화적 지배와 연관이 있어 때로는 저항에 맞닥뜨리기도 하는데 이와는 다른 이유로 에스페란토와 같은 인공어를 보조어라는 대안으로 제시하기도 한다.

## 같이 보기
- 문법 교수
- 언어계획
- 링구아 프랑카
- 피진
- 인공어